# プレドラグ・スパシッチ
プレドラグ・スパシッチ（セルビア語: Предраг Спасић / Predrag Spasić、1965年5月13日 - ）は、ユーゴスラビア（現セルビア）・クラグイェヴァツ出身の元サッカー選手。現役時代のポジションはディフェンダー。

## 経歴
地元クラブであるラドニチュキ・クラグイェヴァツの下部組織出身で、1984年よりトップチームでプレー。1988年には強豪パルチザン・ベオグラードへ移籍し、1988-89シーズンには初タイトルであるユーゴスラビアカップを獲得した。また、1988年にはユーゴスラビア代表としてソウルオリンピックにも招集された。チームはグループステージで敗退したものの、スパシッチは3試合全てにスターティングメンバーとして出場した。
1990年のW杯イタリア大会にも出場し、決勝トーナメントではスペイン代表の攻撃陣を抑えて勝利に貢献。同年、その時のプレーに目をつけたレアル・マドリードに移籍した。
レアル・マドリードではFCバルセロナを下してスペインスーパーカップを獲得。しかし、1991年1月19日に再び行われたバルセロナとのエル・クラシコで決勝点となるオウンゴールを献上するなどし、スパシッチの移籍はクラブ史上最悪の移籍の一つと言われることとなった。翌シーズンにはCAオサスナへ移籍した。
CAオサスナではリーグ戦88試合に出場するも、1993-94シーズンにクラブは2部リーグ降格が決まり、同じく2部リーグ所属のCAマルベーリャへ移籍。1年後に自国へ戻り、ラドニチュキ・ベオグラードで1年間プレーした後に引退した。

## 獲得タイトル
- ユーゴスラビアカップ：1988-89
- スペインスーパーカップ：1990